# Caldume
La caldume, in siciliano a quarumi, a quarume, a caudumi, a cuadumi, (letteralmente "pietanza calda" o, dal nome della pentola in cui viene cucinata, "a caudara", "a cuadara", "a cuarara"), è uno dei tipici piatti di strada di Palermo.

## Preparazione
È composto da vari parti della trippa di vitello (omaso, abomaso, reticolo e rumine, in lingua siciliana centopeddi, quagliaru, ventre e trippa), bollite. nella tipica quarara con cipolle, sedano, carote, prezzemolo. Viene servito caldo con il brodo di cottura o asciutto, con sale, pepe e olio

## Diffusione
Lo si può trovare, dalla mattina alla sera, sia nei mercati rionali che presso alcuni banchi di rivendita sparsi in tutta la città. Un venditore di quarumi è detto quarumaru.